# Gemaal Sans Souci
Het gemaal Sans Souci is een poldergemaal voor de afwatering van de Uiterbuursterpolder in de Nederlandse provincie Groningen.
Het elektrisch vijzel-gemaal is gebouwd in 1970 en ligt aan het eind van de Schildmaarweg en de Uiterburensloot, bij Schildwolde in Midden-Groningen. Het maalt uit naar het Afwateringskanaal van Duurswold, ten zuidwesten van het Schildmeer. Naast het gemaal ligt een brug (til), de Schildjer Tilbat, over het Afwateringskanaal.
Het gemaal dankt zijn naam aan het herenhuis Sans Souci dat Lodewijk Hendrik Wijchgel niet ver van de huidige locatie van het gemaal in 1820 aan het Schildmeer bouwde. Het herenhuis is in 1952 afgebroken.
Sinds 2000 horen de polder en het gemaal bij het waterschap Hunze en Aa's.

## Foto's

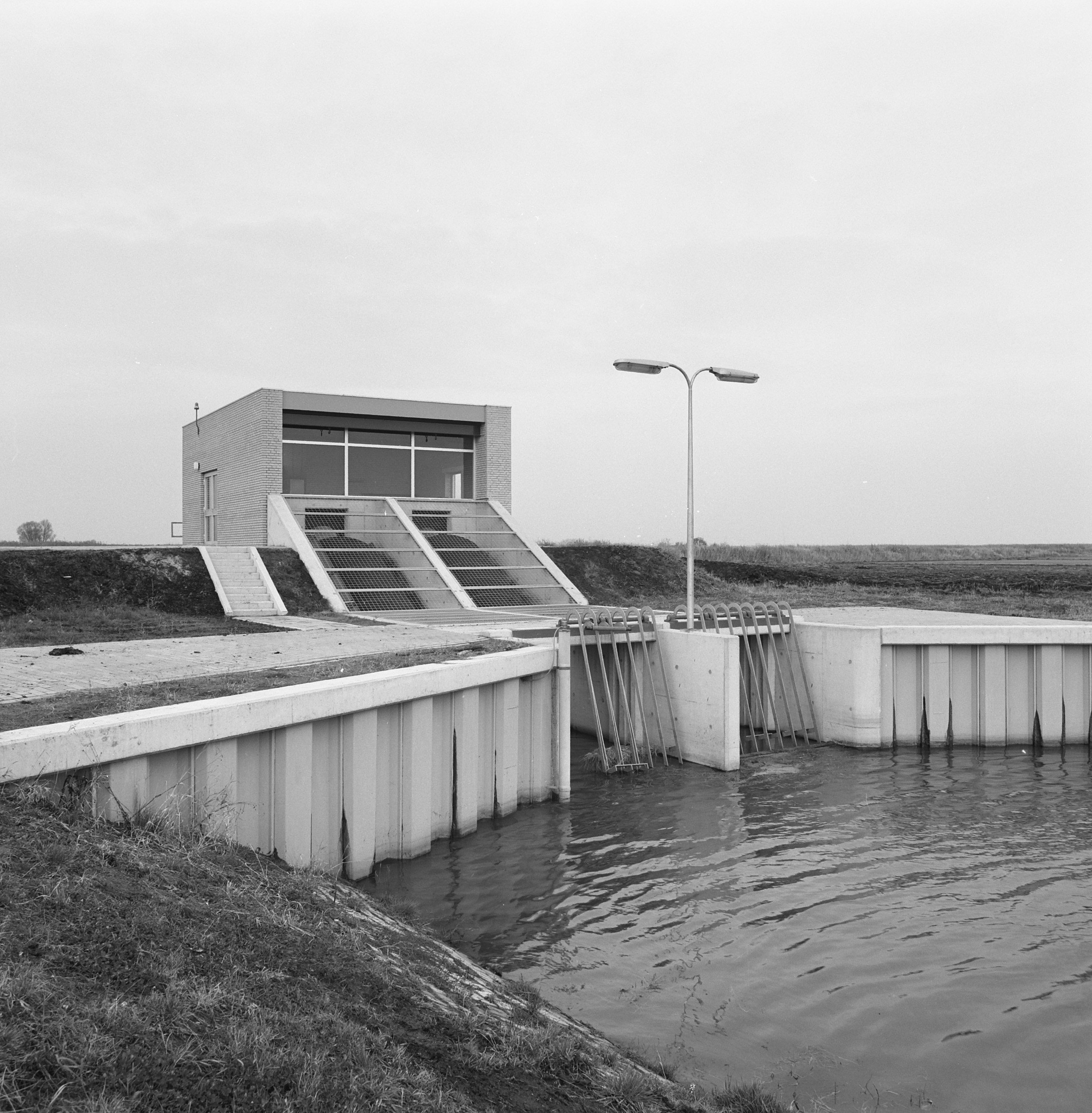
Het gemaal in 1972
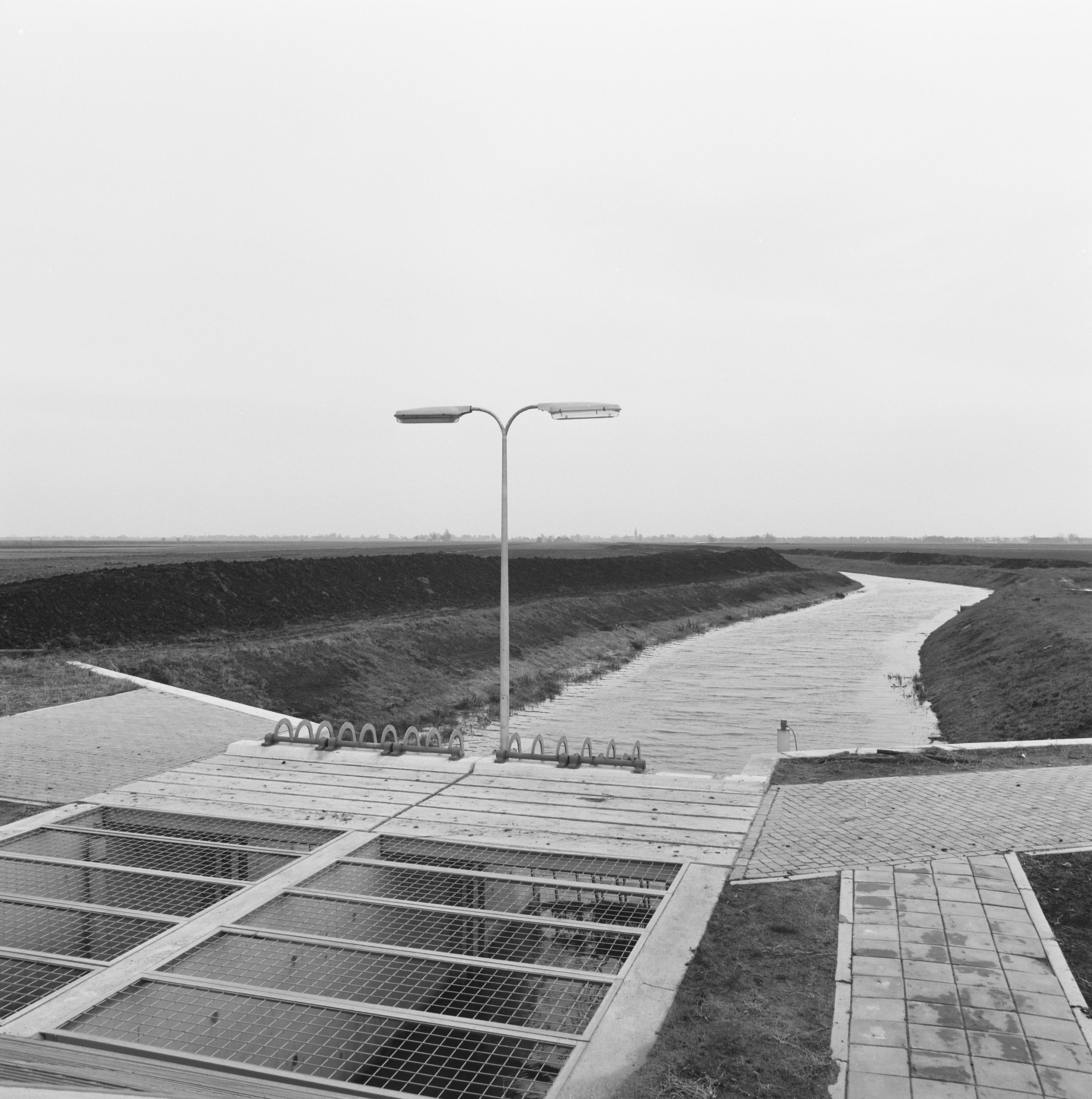
Het gemaal in 1972
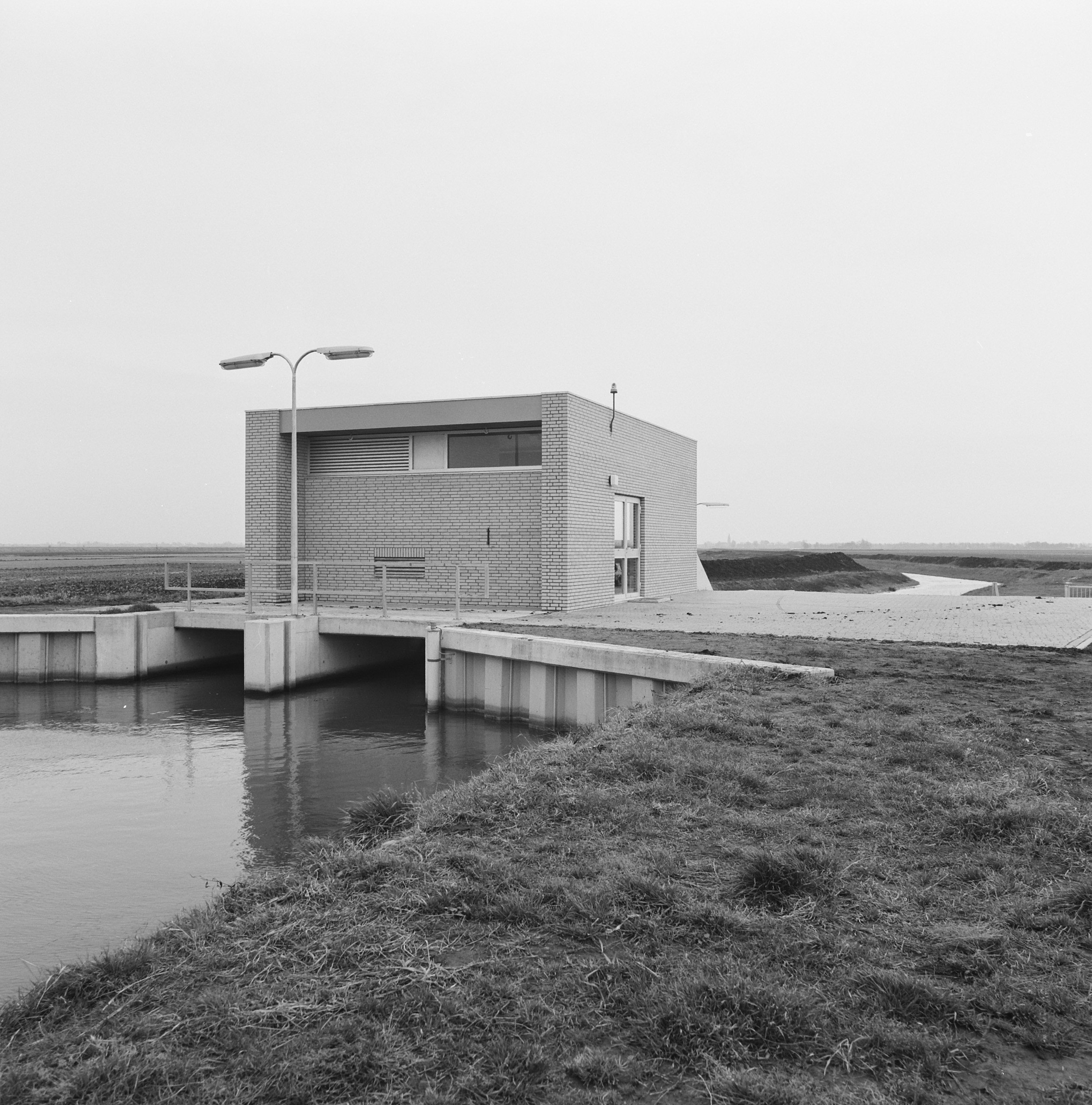
Het gemaal in 1972